# Habitatge del carrer de Càlig, 18 (Alcanar)
L'Habitatge del carrer de Càlig, 18 és una obra d'Alcanar (Montsià) inclosa a l'Inventari del Patrimoni Arquitectònic de Catalunya.

## Descripció
Porta rectangular, formada amb brancals, llinda i llindar de pedra. Cada brancal està format per cinc carreus amb els caires interiors esmotxats. La llinda, de regust conopial, està formada per tres grans dovelles amb reclau i té els caires també esmotxats. A la dovella central de la llinda hi ha inscrita la data "1619".

## Història
Porta d'entrada de la casa núm.18 del carrer (antic camí) de Càlig. Està força allunyada del que era el nucli d'habitatges d'aquella època, possiblement encara emmurallat.
D'altres cases del mateix carrer conserven portades similars de pedra bé que potser una mica posteriors. Tanmateix, tot i que la gent del lloc devia viure encara als carrers adjacents a l'església, protegits de les possibles incursions dels pirates per les muralles.